# 周世雍
周世雍（1493年—？年），字虞承，廣東廣州府順德縣平步人，明朝政治人物。

## 生平
治《礼记》，正德八年（1513年）廣東鄉試第三十六名舉人，嘉靖二年（1523年）中式癸未科會試第三百六十八名，第三甲第一百四十二名進士。初授德化县知县，四年任奉新县，历官湖广荆州府知府，嘉靖二十七年（1548年）十一月被巡按湖广御史贾大亨弹劾贪污不称职，被革职为民。後官至江西按察司副使。

## 家族
曾祖周廣。祖父周璉。父周志。母方氏。重庆下。弟世高、世明、世曉、世良、世循、世熙。